# Синегорлая мексиканская сойка
Синегорлая мексиканская сойка (лат. Cyanolyca viridicyanus) — вид птиц семейства врановых. Выделяют три подвида. Распространены в Перу и Боливии.

## Описание
Синегорлая мексиканская сойка достигает длины 34 см и массы от 82 до 127 г. Лоб, уздечка и кроющие перья ушей чёрные. Передняя часть макушки белая, белая полоса проходит от макушки по верхнему краю кроющих перьев ушей и краю лица, соединяясь с тонкой белой каймой с чёрными краями, которая разделяет горло и верхнюю часть груди. Горло и верхняя часть груди тёмно-синие. Окраска остальной части оперения преимущественно лазурно-синяя. Радужная оболочка тёмно-красновато-коричневая, клюв и ноги чёрные. У подвида C. v. jolyaea горло пурпурно-синее, а маска на лице наиболее контрастная.

## Места обитания
Синегорлая мексиканская сойка обитает в лесах от горных до низкорослых стланиковых, а также во вторичных зарослях, где в изобилии произрастают бамбук и древовидные папоротники. Встречается на высоте от 1600 до 4000 м, преимущественно на высоте до 3000 м над уровнем моря. Добывает пищу в кронах деревьев и подлеске, среди эпифитов и скоплений листьев вдоль ветвей. Биология и экология не описаны.

## Подвиды и распространение
Выделяют три подвида:
- Cyanolyca viridicyanus jolyaea (Bonaparte, 1852) — север и центр Перу
- Cyanolyca viridicyanus cyanolaema Hellmayr, 1917 —	юго-восток Перу
- Cyanolyca viridicyanus viridicyanus (d'Orbigny & Lafresnaye, 1838) — северо-запад Боливии